# Semicelda

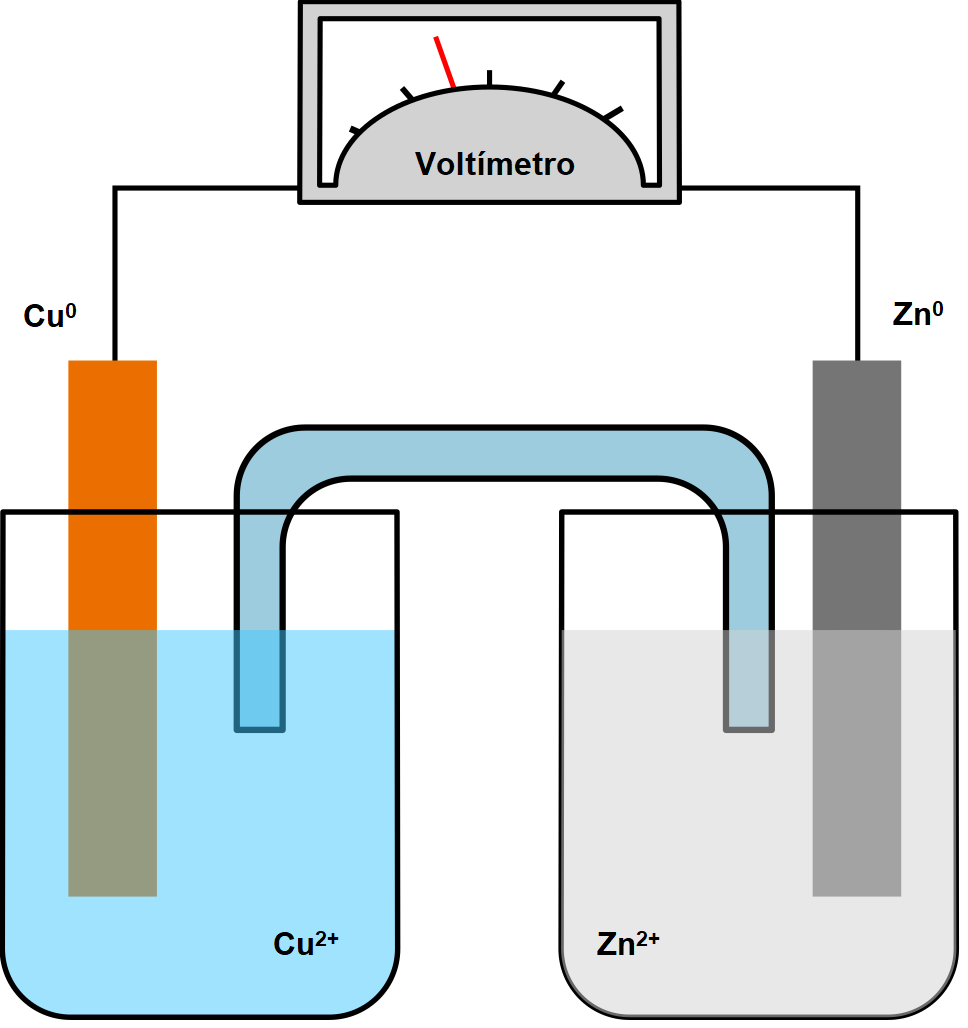
Celda galvánica formada por dos semiceldas unidas por puente salino.

Una semi-celda es una estructura que contiene un electrodo y un electrolito conductor que lo rodea en la que tiene lugar un proceso de  oxidación química o de reducción. Por definición, si en la semicelda se produce la reducción, la semicelda recibe el nombre de semicelda catódica, mientras que la semicelda donde se produce la reacción de oxidación, recibe el nombre de semicelda anódica. La combinación de una semicelda catódica con una anódica conforman un celda galvánica o celda voltaica, capaz de producir energía eléctrica y que también recibe el nombre de pila electroquímica o de batería.

## Estructura de la semicelda
El electrodo sumergido en la disolución de electrólito. Ambos conforman un sistema heterogéneo formado por un sólido (el electrodo) y la disolución  líquida (el electrólito). En consecuencia, la reacción de oxidación o de reducción solo puede tener lugar en la superficie del electrodo, que es donde se produce el intercambio de electrones. Este intercambio se produce con la capa de disolución inmediatamente adyacente al electrodo. Por tanto, como resultado de los cambios químicos y físicos que ocurren en la interfase electrodo-solución, la disolución se estructura, de forma natural en un sistema de doble capa eléctrica con una composición muy distinta a la del conjunto de la disolución considerada en su totalidad. Las reacciones químicas que se producen dentro de esta capa, hace que se establezca una diferencia de potencial momentáneo entre el electrodo y el electrolito contenido en la doble capa.  
En una reacción típica de ánodo (oxidación), un átomo del metal del electrodo, se oxida y pasa a la disolución, transportado como un ion positivo a través de la capa doble, haciendo que el electrolito adquiriera una carga neta positiva. En consecuencia, el electrodo adquiere una carga negativa neta por lo que la creciente diferencia de potencial crea un intenso campo eléctrico dentro de la capa doble y el potencial aumenta de valor hasta que el campo detiene las reacciones de carga de bombeo netas. Esta acción autolimitante, se produce casi instantáneamente cuando la semicelda se encuentra aislada, sin conexión con la otra semicelda. En la semicelda de reducción, el proceso es el inverso, un ion del electrolito toma un electrón del electrodo, reduciéndose al estado metálico y quedando depositado en la superficie del electrodo, por lo que, momentáneamente se produce un defecto de cargas positivas en la disolución. Si ambas semiceldas se conectan adecuadamente para compensar los defectos y excesos de carga de las respectivas semiceldas (por ejemplo, mediante un puente salino), se obtiene una pila o celda galvánica. 

## Potencial de semicelda
Una semi-celda estándar utilizada en electroquímica, consta de un electrodo metálico parcialmente  sumergido en una solución acuosa de concentración molar  (1 mol/L) de una sal soluble del metal, a 298 Kelvin (25 °C). Para no tener que realizar dibujos, los químicos utilizan una notación abreviada para describir las semiceldas electroquímicas. Por ejemplo, una semicelda formada por un electrodo de cobre metálico introducido en una disolución de sulfato de cobre(II) (CuSO4)  se representa como Cu | Cu2+,  si es el cobre el que se reduce y corresponde a la reacción: 
{\displaystyle {\ce {Cu(s) + 2e- <=> Cu^2+(aq)}}}
Por convención,  sólo se indican las especies químicas que afectan al proceso electroquímico, por lo que en este ejemplo, no aparece el ion SO42- . La línea vertical indica un límite de fase, o interfase, en la cual se desarrolla el potencial, en este caso,  en el límite de la fase entre el electrodo de cobre y la disolución de sulfato de cobre.  Para determinar el potencial de la semicelda se utilizan otras semiceldas denominadas de referencia, cuyo potencial de electrodo es perfectamente conocido. En este sentido, el electrodo estándar de hidrógeno (EEH) ha sido utilizado en todo el mundo durante muchos años y por convenio internacional se le asigna el potencial 0,000 V.  Esta semicelda de referencia obedece a la reacción de reducción 
{\displaystyle {\ce {2H+(aq) + 2e- <=> H2(g)}}}
y expresada en la notación simplificada sería:  
Pt, H2 (p=1.00 atm) |  H+ (1 M) 
Conectada de forma adecuada a otras semiceldas, con ayuda de un voltímetro, puede determinarse el potencial de otras semiceldas, que siempre serían potenciales relativos. Se obtienen así,  series electroquímicas de potenciales estándar de reducción, que se encuentra tabuladas y que permiten predecir el sentido de las reacciones electroquímicas. Así, por ejemplo, para determinar el potencial de semicelda de la reducción del cobre metálico a cobre(II), se conectaría la semicelda de referencia de hidrógeno a la semicelda que contiene el electrodo de cobre en una disolución de CuSO4 y conectados los electrodos a un voltímetro, obtendríamos una celda galvánica completa, que de acuerdo con las convenciones de la IUPAC, se puede representar como  Pt, H2 (p=1.00 atm) |  H+ (1 M) || Cu2+ (1 M) | Cu. Si la concentración de sulfato de cobre es uno molar, la medida del voltímetro daría 0,337 V, que es el potencial de la semicelda  Cu | Cu2+. La doble barra vertical indica separación entre las dos semiceldas. Esta separación puede ser un puente salino, una membrana porosa o cualquier otro dispositivo que permita el paso de iones para compensar las diferencias de cargas entre las dos semiceldas.

## Diferencia de potencial entre semiceldas de una pila
Una vez conocidos los potenciales de semicelda, es posible determinar cual sería la diferencia de potencial entre las dos semiceldas que conforman una celda galvánica o pila. Sea, por ejemplo, la conocida  pila de Daniell, que está formada por dos semiceldas, una conteniendo un electrodo de cobre metálico en una disolución de CuSO4 y la otra, un electrodo de zinc metálico en una disolución de ZnSO4. Si las disoluciones de los respectivos sulfatos es en ambos casos 1M, al contrastar cada semicelda con el electrodo de referencia de hidrógeno se obtendría los siguientes potenciales normales de reducción:
{\displaystyle {\ce {Cu^2+(aq) + 2e- <=> Cu(s)}}} {\displaystyle E^{o}=0,337V}
{\displaystyle {\ce {Zn^2+(aq) + 2e- <=> Zn(s)}}} {\displaystyle E^{o}=-0,763V}
Si con ambas semiceldas conformamos la celda voltaica  Cu | Cu2+ (1 M) ||  Zn2+ (1 M) | Zn y siguiendo la convención internacional (IUPAC) de que 
{\displaystyle E_{\rm {celda}}=E_{\rm {derecha}}-E_{\rm {izquierda}}}
El potencial de celda sería: 
{\displaystyle E_{\rm {celda}}=0,337-(-0,763)=1,10V}
que es el potencial que daría la pila. Esto implica que la reacción electroquímica que se produce en el conjunto de la pila es: 
{\displaystyle {\ce {Zn + Cu^2+ <=> Zn^2+ + Cu}}}
ya que de lo contrario resultaría una diferencia de potencial negativa y la reacción no se produciría de forma espontánea. 

## Nota
- Esta obra contiene una traducción  derivada de «Half-cell» de Wikipedia en inglés, publicada por sus editores bajo la Licencia de documentación libre de GNU y la Licencia Creative Commons Atribución-CompartirIgual 4.0 Internacional.

- Datos: Q903509